# Derby Zagłębia Miedziowego w piłce nożnej
Derby Zagłębia Miedziowego – derby piłkarskie rozgrywane pomiędzy dwoma najbardziej utytułowanymi klubami z Legnicko-Głogowskiego Okręgu Miedziowego – Miedzią Legnica a Zagłębiem Lubin. 

## Kluby
| Porównanie klubów                    | Porównanie klubów                                                                            | Porównanie klubów                   |
| ------------------------------------ | -------------------------------------------------------------------------------------------- | ----------------------------------- |
| Miedź Legnica                        |                                                                                              | Zagłębie Lubin                      |
| 1971                                 | rok założenia                                                                                | 1946                                |
| 0                                    | Mistrzostwa Polski                                                                           | 2                                   |
| 1                                    | Puchary Polski                                                                               | 0                                   |
| 0                                    | Superpuchary Polski                                                                          | 1                                   |
| 0                                    | Puchary Ligi                                                                                 | 0                                   |
| 2                                    | liczba sezonów w Ekstraklasie                                                                | 29                                  |
| 64.                                  | miejsce w tabeli wszech czasów Ekstraklasy                                                   | 10.                                 |
| 20 lipca 2018 1:0 z Pogonią Szczecin | debiut w Ekstraklasie                                                                        | 27 lipca 1985 1:0 z GKS-em Katowice |
| 0                                    | liczba spotkań w europejskich pucharach UEFA                                                 | 32                                  |
| 0                                    | liczba spotkań w europejskich pucharach poza UEFA (Puchar Intertoto do 1994)                 | 6                                   |
| 20                                   | liczba sezonów na drugim poziomie ligowym (Klasa A do 1948, od 1949 II liga, od 2008 I liga) | 9                                   |
| 1989                                 | debiut na drugim poziomie ligowym (Klasa A do 1948, od 1949 II liga, od 2008 I liga)         | 1975                                |
| Ekstraklasa                          | obecny poziom ligowy (2022/23)                                                               | Ekstraklasa                         |
| Stadion Miejski im. Orła Białego     | stadion                                                                                      | Stadion Zagłębia Lubin              |

## Historia
Pierwsze wzmianki o meczach między klubami z Legnicy i Lubina pochodzą z lat 60. XX wieku i dotyczą meczów o awans do ówczesnej klasy C, między Piastem Legnica (który połączy się w 1967 roku z Dziewiarzem Legnica, i Hutnikiem Legnica w MZKS Legnica, protoplastę Miedzi) a Górnikiem Lubin (w 1966 zmieni on nazwę na MZKS "Zagłębie" Lubin).
Oficjalny, pierwszy mecz Miedzi Legnica z Zagłębiem Lubin odbył się 22 października 1972 roku i zakończył się wygraną Miedzi 2:1. Spotkanie miało miejsce w 11. kolejce ówczesnej Klasy Okręgowej. W rewanżu jednak to lubinianie okazali się lepsi od legnickiej miedzi wygrywając 3:1. W kolejnym sezonie 1973/74 pierwszy mecz pomiędzy drużynami odbył się 18 listopada 1973 w Lubinie. Spotkanie zakończyło się remisem 1:1, Rewanż w Legnicy zakończył się takim samym wynikiem. Kolejne dwa mecze to następny sezon. Najpierw remis 1:1 w Legnicy, a następnie mecz w którym padła najwyższa porażka Miedzi w historii pojedynków z Zagłębiem, czyli 1:4 w Lubnie (8 czerwiec 1975 roku). 
Na kolejne derby Zagłębia Miedziowego kibice obu drużyn musieli czekać do 1977 roku. W ramach rozgrywek Klasy Międzywojewódzkiej, obydwa zespoły zmierzyły się ze sobą już w czwartej kolejce. Mecz zakończył się bezbramkowym remisem, a rewanż w Legnicy wygraną Miedzi 2:1. Minęły kolejne dwa lata i los skojarzył ponownie sąsiadów zza miedzy. W 9. kolejce (21 październik 1979) Miedź pokonała Zagłębie 2:0, jednak w Legnicy to lubińskie Zagłębie zdobyło komplet punktów po wygranej 1:0. W 1980 roku oba klubu walczyły już na trzecioligowym froncie. W 6. kolejce Zagłębie pokonało Miedź na własnym stadionie 3:1, natomiast w rewanżu legniczanie okazali się lepsi i w Legnicy wygrali 2:0.
Minęły 34 lata. Do kolejnych derbów Zagłębia Miedziowego doszło dopiero 9 listopada 2014 r. na szczeblu 1 ligi. W pierwszym meczu w Lubinie wygrała Miedź 2:0. W rewanżu to lubinianie okazali się lepsi i na wyjeździe w Legnicy pokonują Miedź 1:0. Następnie obie drużyny miały okazję zmierzyć się już w Ekstraklasie. 2 września 2018 roku Miedź przed własną publicznością wygrała 2:0, jednak rewanż zakończył się porażką legniczan 0:3.